# Katinka Polderman
Katinka Polderman ('s-Heer Abtskerke, 1 mei 1981) is een Nederlands cabaretière. 

## Leven
Polderman groeide op in 's-Heer Abtskerke. Haar lagere school was een dorpsschool met een klein aantal leerlingen. Haar middelbare school volgde ze tussen 1993 en 1998 op het St-Willibrordcollege in Goes. Voortkomende uit de wens dichter te worden (al jong liefhebber van J.C. Bloem), schreef ze toen al haar eerste liedjes waarmee te optrad. Dit werd samengesmolten met haar wens acteur te worden; de combinatie dichter en actrice leidde naar haar liefde voor cabaret. In een Volkskrant-interview meldde ze:
vanaf mijn 14de ging ik naar voorstellingen. Ik had posters van Theo Maassen boven mijn bed, naast die van Rage Against The Machine. Kees Torn en Jeroen van Merwijk heb ik geïnterviewd voor de schoolkrant.
Zij volgde de tweejarige opleiding aan de Cabaret Academie aan het Zuidplein in Rotterdam, eigenlijk ter voorbereiding op de Kleinkunstacademie, waar ze nog te jong voor was. In die periode was ze onderdeel van cabaretgroep "Willem Alexanders Harem". Vervolgens (2000-2005) studeerde ze aan de Koningstheateracademie in Den Bosch. In 2005 won ze zowel de jury- als publieksprijs van het Leids Cabaret Festival. De shows van Polderman bestaan voor een groot deel uit liedjes.

## Programma's
- 2005 - Zonder titel (winnaar Leids Cabaret Festival)
- 2006-2008 -  Polderman
- 2008-2010 - Polderman kachelt door
- 2010-2012 - Polderman tuigt af[4]
- 2013-2015 - Polderman baart zorgen
- 2015-2017 - Polderman tiert welig
- 2018-2020 - Polderman draagt haar steentje bij[5]

De start van het programma Polderman tiert welig werd uitgesteld, omdat Polderman zwanger was. Hierdoor moest ze 60 voorstellingen afzeggen.

## Discografie
- 2010 - Kerstmis Vier Je Niet Alleen / Trio Korsakov [= Katinka Polderman, Huibert Wilschut & Bo Brocken]
- 2011 - Polderman
- 2011 - Polderman kachelt door
- 2015 - Dan Kijk Ik Naar Mijn Saldo
- 2021 - Zeeuwse Blues (met The Juke Joints)

In 2011 en 2012 maakte Polderman een televisieprogramma met Laurens Joensen op Omroep Zeeland: Oemoemenoe. In dat programma gaan ze als 'export-Zeeuwen' op zoek naar de Zeeuwse identiteit. 

### Bestseller 60
| Boeken met noteringen in de Nederlandse Bestseller 60 | Jaar van verschijnen | Datum van binnenkomst | Hoogste positie | Aantal weken | Opmerkingen                          |
| ----------------------------------------------------- | -------------------- | --------------------- | --------------- | ------------ | ------------------------------------ |
| Beslisbos                                             | 2023                 | 10-05-2023            | 20              | 6            |                                      |
| Het meisje, de walvis, de schildpad en de axolotl     | 2024                 | 16-10-2024            | 58              | 1            | in samenwerking met Merel Corduwener |

## Podcast
- Achtdelige-audio podcast Missie Voelspriet van Zappelins Beestenbrigade.

## Columns en beslisbomen
In 2006-2007 schreef zij een wekelijkse column voor het dagblad Trouw.

Tussen 2007 en 2010 verzorgde zij tweewekelijks een op maat geschreven lied in "Andermans Veren", een radioprogramma van de AVRO.

Sinds 2011 had Polderman een column voor het inmiddels opgeheven dagblad Sp!ts, en in september-oktober 2012 schreef zij enkele malen een fictief dagboekfragment van een bekende Nederlander in de Volkskrant.
Vanaf begin 2021 publiceerde Polderman wekelijks een beslisboom in de Volkskrant. Deze werkzaamheden startten gedurende haar zwangerschap en coronapandemie; ze had vanwege het eerste een vrij jaar ingepland, maar dat werd een gedwongen vrij jaar van het tweede. Inspiratiebron vormde een reclamefilmpje van Won Yip voor bitcoin. Deze beslisbomen werden zo'n groot succes dat het haar de titel beslisboommaker des vaderlands opleverde. Als voorproefje van haar boek Beslisbos gaf ze in de De Avondshow met Arjen Lubach een masterclass "beslisbomen". Iets dat ze vanaf mei 2023 ook in theaterzalen zal doen, te beginnen in De Kleine Komedie, volgens Het Parool van 29 april 2023 is al de helft van de voorstellingen uitverkocht.

## Prijzen
- 2005 - Jury- en Publieksprijs Leids Cabaret Festival
- 2007 - Zonta Award
- 2018 - Willem Wilminkprijs voor het nummer Kilo, pond en ons uit het NTR programma Het Klokhuis de serie Snapje?

## Persoonlijk
Ze is dochter van een tankwagenchauffeur en onderwijzeres aan leerprobleemkinderen. Polderman is getrouwd en heeft twee zonen.